# 整数行列
数学の分野において、整数行列（せいすうぎょうれつ、英: integer matrix）とは、すべての成分が整数であるような行列のことを言う。二値行列や零行列、単位行列、グラフ理論で用いられる隣接行列、その他多くの行列が、整数行列の例として挙げられる。整数行列は、組み合わせ論において頻繁に応用されている。

## 例
{\displaystyle \left({\begin{array}{cccc}5&2&6&0\\4&7&3&8\\5&9&0&4\\3&1&0&-3\\9&0&2&1\end{array}}\right)}    や     {\displaystyle \left({\begin{array}{ccc}1&5&0\\0&9&2\\1&7&3\end{array}}\right)}
は、いずれも整数行列である。

## 性質
整数行列の可逆性は、一般的に、非整数行列のそれよりも数値的に安定である。整数行列の行列式はそれ自身が整数であり、したがって可逆な整数行列の行列式の絶対値としてあり得る最小の数は 1 であり、そのような絶対値は逆行列が存在する場合は過度に大きくなることはないことが分かる（条件数を参照）。行列式から性質を推測するような行列理論の定理は、したがって、（行列式が「ほぼ」ゼロであるような）悪条件（ill-conditioned）実あるいは浮動小数点数値行列により引き起こされる問題を避けるものとなる。
整数行列 {\displaystyle M} の逆がふたたび整数行列であるための必要十分条件は、{\displaystyle M} の行列式がちょうど {\displaystyle 1} あるいは {\displaystyle -1} であることである。行列式が {\displaystyle \pm 1} であるような整数行列は、算数や幾何の分野において幅広く応用される群 {\displaystyle \mathrm {GL} _{n}(\mathbf {Z} )} を形成する。{\displaystyle n=2} に対して、その群はモジュラー群と密接に関連している。
整数行列と直交群の積集合は、符号付置換行列の群である。
整数行列の特性多項式は、整数係数を持つ。行列の固有値はその多項式の根で与えられるため、整数行列の固有値は代数的整数である。次元が 5 より少ない場合、それらはしたがって整数を含む冪根で表現される。
整数行列は英語で integer matrix であるが、しばしば integral matrix と呼ばれることもある。しかしこの語は推奨されていない。